# Az Amerikai Egyesült Államok az 1988. évi téli olimpiai játékokon
Az Amerikai Egyesült Államok a kanadai Calgaryban megrendezett 1988. évi téli olimpiai játékok egyik részt vevő nemzete volt. Az országot az olimpián 10 sportágban 118 sportoló képviselte, akik összesen 6 érmet szereztek.

## Érmesek
| Érem  | Versenyző                  | Sportág        | Versenyszám  |
| ----- | -------------------------- | -------------- | ------------ |
| Arany | Bonnie Blair               | Gyorskorcsolya | Női 500 m    |
| Arany | Brian Boitano              | Műkorcsolya    | Férfi egyéni |
| Ezüst | Eric Flaim                 | Gyorskorcsolya | Férfi 1500 m |
| Bronz | Bonnie Blair               | Gyorskorcsolya | Női 1000 m   |
| Bronz | Debi Thomas                | Műkorcsolya    | Női egyéni   |
| Bronz | Peter Oppegard Jill Watson | Műkorcsolya    | Páros        |

## Alpesisí
Férfi
| Versenyző          | Versenyszám            | 1. futam      | 1. futam      | 2. futam      | 2. futam      | Összesítés    | Összesítés    |
| Versenyző          | Versenyszám            | Idő           | Hely.         | Idő           | Hely.         | Idő           | Helyezés      |
| ------------------ | ---------------------- | ------------- | ------------- | ------------- | ------------- | ------------- | ------------- |
| Bill Hudson        | Lesiklás               |               |               |               |               | nem ért célba | nem ért célba |
| Bill Hudson        | Szuperóriás-műlesiklás |               |               |               |               | 1:47,29       | 30.           |
| A J Kitt           | Lesiklás               |               |               |               |               | 2:04,94       | 26.           |
| A J Kitt           | Szuperóriás-műlesiklás |               |               |               |               | kizárták      | kizárták      |
| Douglas Lewis      | Lesiklás               |               |               |               |               | 2:06,25       | 32.           |
| Felix McGrath      | Műlesiklás             | nem ért célba | nem ért célba | kiesett       | kiesett       | kiesett       | kiesett       |
| Felix McGrath      | Óriás-műlesiklás       | 1:06,79       | 16.           | 1:03,81       | 13.           | 2:10,60       | 13.           |
| Jack Miller        | Műlesiklás             | 55,00         | 24.           | nem ért célba | nem ért célba | kiesett       | kiesett       |
| Jack Miller        | Óriás-műlesiklás       | nem ért célba | nem ért célba | kiesett       | kiesett       | kiesett       | kiesett       |
| Jeff Olson         | Lesiklás               |               |               |               |               | 2:05,09       | 28.           |
| Jeff Olson         | Szuperóriás-műlesiklás |               |               |               |               | 1:45,46       | 24.*          |
| Robert Ormsby      | Műlesiklás             | kizárták      | kizárták      | kiesett       | kiesett       | kiesett       | kiesett       |
| Robert Ormsby      | Óriás-műlesiklás       | 1:10,07       | 39.           | 1:05,78       | 29.           | 2:15,85       | 34.           |
| Tiger Shaw         | Óriás-műlesiklás       | 1:06,71       | 14.           | 1:03,52       | 12.           | 2:10,23       | 12.           |
| Tiger Shaw         | Szuperóriás-műlesiklás |               |               |               |               | 1:44,26       | 18.           |
| Alexander Williams | Műlesiklás             | nem ért célba | nem ért célba | kiesett       | kiesett       | kiesett       | kiesett       |

| Versenyző     | Versenyszám | Lesiklás      | Lesiklás      | Lesiklás      | Műlesiklás    | Műlesiklás    | Műlesiklás    | Műlesiklás    | Műlesiklás | Műlesiklás | Műlesiklás | Összesítés | Összesítés |
| Versenyző     | Versenyszám | Lesiklás      | Lesiklás      | Lesiklás      | 1. futam      | 1. futam      | 2. futam      | 2. futam      | Össz.      | Össz.      | Össz.      | Összesítés | Összesítés |
| Versenyző     | Versenyszám | Idő           | Pont          | Hely.         | Idő           | Hely.         | Idő           | Hely.         | Idő        | Pont       | Hely.      | Pont       | Helyezés   |
| ------------- | ----------- | ------------- | ------------- | ------------- | ------------- | ------------- | ------------- | ------------- | ---------- | ---------- | ---------- | ---------- | ---------- |
| Bill Hudson   | Összetett   | nem ért célba | nem ért célba | nem ért célba | kiesett       | kiesett       | kiesett       | kiesett       | kiesett    | kiesett    | kiesett    | kiesett    | kiesett    |
| A J Kitt      | Összetett   | 1:50,42       | 38,86         | 20.           | 56,95         | 28.           | nem ért célba | nem ért célba | kiesett    | kiesett    | kiesett    | kiesett    | kiesett    |
| Felix McGrath | Összetett   | 1:53,35       | 71,20         | 30.           | nem ért célba | nem ért célba | kiesett       | kiesett       | kiesett    | kiesett    | kiesett    | kiesett    | kiesett    |
| Jeff Olson    | Összetett   | nem ért célba | nem ért célba | nem ért célba | kiesett       | kiesett       | kiesett       | kiesett       | kiesett    | kiesett    | kiesett    | kiesett    | kiesett    |

Női
| Versenyző        | Versenyszám            | 1. futam      | 1. futam      | 2. futam      | 2. futam      | Összesítés    | Összesítés    |
| Versenyző        | Versenyszám            | Idő           | Hely.         | Idő           | Hely.         | Idő           | Helyezés      |
| ---------------- | ---------------------- | ------------- | ------------- | ------------- | ------------- | ------------- | ------------- |
| Debbie Armstrong | Óriás-műlesiklás       | 1:01,73       | 17.           | 1:08,99       | 13.           | 2:10,72       | 13.           |
| Debbie Armstrong | Szuperóriás-műlesiklás |               |               |               |               | 1:21,87       | 18.           |
| Kristin Krone    | Lesiklás               |               |               |               |               | 1:29,13       | 20.           |
| Kristin Krone    | Szuperóriás-műlesiklás |               |               |               |               | 1:24,51       | 32.           |
| Hilary Lindh     | Lesiklás               |               |               |               |               | nem ért célba | nem ért célba |
| Hilary Lindh     | Szuperóriás-műlesiklás |               |               |               |               | 1:23,11       | 26.           |
| Beth Madsen      | Műlesiklás             | 51,09         | 17.           | 50,09         | 11.           | 1:41,18       | 11.           |
| Tamara McKinney  | Műlesiklás             | nem ért célba | nem ért célba | kiesett       | kiesett       | kiesett       | kiesett       |
| Tamara McKinney  | Óriás-műlesiklás       | nem ért célba | nem ért célba | kiesett       | kiesett       | kiesett       | kiesett       |
| Diann Roffe      | Műlesiklás             | 51,74         | 22.           | 51,14         | 14.           | 1:42,88       | 15.           |
| Diann Roffe      | Óriás-műlesiklás       | 1:01,75       | 18.           | 1:08,94       | 12.           | 2:10,69       | 12.           |
| Edie Thys        | Lesiklás               |               |               |               |               | 1:28,53       | 18.           |
| Edie Thys        | Szuperóriás-műlesiklás |               |               |               |               | 1:20,93       | 9.            |
| Heidi Voelker    | Műlesiklás             | nem ért célba | nem ért célba | kiesett       | kiesett       | kiesett       | kiesett       |
| Heidi Voelker    | Óriás-műlesiklás       | 1:02,10       | 19.*          | nem ért célba | nem ért célba | kiesett       | kiesett       |

| Versenyző     | Versenyszám | Lesiklás | Lesiklás | Lesiklás | Műlesiklás    | Műlesiklás    | Műlesiklás | Műlesiklás | Műlesiklás | Műlesiklás | Műlesiklás | Összesítés | Összesítés |
| Versenyző     | Versenyszám | Lesiklás | Lesiklás | Lesiklás | 1. futam      | 1. futam      | 2. futam   | 2. futam   | Össz.      | Össz.      | Össz.      | Összesítés | Összesítés |
| Versenyző     | Versenyszám | Idő      | Pont     | Hely.    | Idő           | Hely.         | Idő        | Hely.      | Idő        | Pont       | Hely.      | Pont       | Helyezés   |
| ------------- | ----------- | -------- | -------- | -------- | ------------- | ------------- | ---------- | ---------- | ---------- | ---------- | ---------- | ---------- | ---------- |
| Kristin Krone | Összetett   | 1:18,80  | 36,11    | 16.*     | 44,94         | 21.           | 45,25      | 18.        | 1:30,19    | 78,70      | 19.        | 114,81     | 17.        |
| Hilary Lindh  | Összetett   | 1:19,27  | 43,37    | 18.      | 46,96         | 25.           | 48,35      | 23.        | 1:35,31    | 121,20     | 24.        | 164,57     | 23.        |
| Beth Madsen   | Összetett   | 1:21,31  | 74,85    | 28.      | 41,86         | 8.            | 42,92      | 5.         | 1:24,78    | 33,79      | 7.         | 108,64     | 15.        |
| Edith Thys    | Összetett   | 1:18,38  | 29,63    | 12.      | nem ért célba | nem ért célba | kiesett    | kiesett    | kiesett    | kiesett    | kiesett    | kiesett    | kiesett    |

* - egy másik versenyzővel azonos eredményt ért el

## Biatlon
| Versenyző                                              | Versenyszám      | Lövőhiba | Időeredmény | Helyezés |
| ------------------------------------------------------ | ---------------- | -------- | ----------- | -------- |
| Darin Binning                                          | 20 km egyéni     | 4        | 1:03:54,8   | 42.      |
| Bill Carow                                             | 10 km sprint     | 4        | 28:19,6     | 49.      |
| Bill Carow                                             | 20 km egyéni     | 5        | 1:05:10,1   | 49.      |
| Lyle Nelson                                            | 10 km sprint     | 1        | 27:34,3     | 30.*     |
| Curt Schreiner                                         | 10 km sprint     | 3        | 28:19,9     | 50.      |
| Curt Schreiner                                         | 20 km egyéni     | 5        | 1:05:22,7   | 52.      |
| Josh Thompson                                          | 10 km sprint     | 4        | 27:27,7     | 27.      |
| Josh Thompson                                          | 20 km egyéni     | 5        | 1:01:29,4   | 25.      |
| Lyle Nelson Curt Schreiner Darin Binning Josh Thompson | 4 × 7,5 km váltó | 2        | 1:29:33,0   | 9.       |

* - egy másik versenyzővel azonos eredményt ért el

## Bob
| Versenyző                                        | Versenyszám | 1. futam | 1. futam | 2. futam | 2. futam | 3. futam | 3. futam | 4. futam   | 4. futam   | Összesítés | Összesítés |
| Versenyző                                        | Versenyszám | Idő      | Hely.    | Idő      | Hely.    | Idő      | Hely.    | Idő        | Hely.      | Idő        | Helyezés   |
| ------------------------------------------------ | ----------- | -------- | -------- | -------- | -------- | -------- | -------- | ---------- | ---------- | ---------- | ---------- |
| Brent Rushlaw Mike Aljoe                         | Kettes      | 59,01    | 25.      | 1:00,13  | 17.      | 1:00,96  | 16.      | nem indult | nem indult | kiesett    | kiesett    |
| Matt Roy Jim Herberich                           | Kettes      | 59,37    | 29.      | 1:00,06  | 15.      | 1:00,34  | 10.      | 59,57      | 11.        | 3:59,34    | 16.        |
| Brent Rushlaw Hal Hoye Mike Wasko Bill White     | Négyes      | 56,72    | 4.*      | 57,67    | 8.       | 56,69    | 9.       | 57,20      | 1.         | 3:48,28    | 4.         |
| Brian Shimer Jim Herberich Matt Roy Scott Pladel | Négyes      | 57,17    | 12.      | 58,49    | 19.*     | 57,47    | 19.      | 58,10      | 13.*       | 3:51,23    | 16.        |

* - egy másik csapattal azonos eredményt ért el

## Északi összetett
| Versenyző                              | Versenyszám | Síugrás | Síugrás | Síugrás    | Sífutás   | Sífutás | Összesítés | Összesítés |
| Versenyző                              | Versenyszám | Pont    | Hely.   | Időhátrány | Idő       | Hely.   | Idő        | Helyezés   |
| -------------------------------------- | ----------- | ------- | ------- | ---------- | --------- | ------- | ---------- | ---------- |
| Gary Crawford                          | Egyéni      | 135,8   | 43.     | +10:18,0   | 43:54,7   | 41.     | 54:12,7    | 41.        |
| Joe Holland                            | Egyéni      | 210,4   | 9.      | +2:00,7    | 41:01,8   | 28.     | 43:02,5    | 19.        |
| Todd Wilson                            | Egyéni      | 180,1   | 37.*    | +5:22,7    | 42:07,9   | 39.     | 47:30,6    | 40.        |
| Joe Holland Todd Wilson Hans Johnstone | Csapat      | 516,9   | 9.      | +9:24,5    | 1:23:42,9 | 10.     | 1:33:06,9  | 10.        |

* - egy másik versenyzővel azonos eredményt ért el

## Gyorskorcsolya
Férfi
| Versenyző      | Versenyszám | Eredmény      | Helyezés      |
| -------------- | ----------- | ------------- | ------------- |
| John Baskfield | 1500 m      | 1:55,88       | 20.           |
| Tom Cushman    | 1000 m      | 1:14,68       | 17.           |
| Eric Flaim     | 1000 m      | 1:13,53       | 4.            |
| Eric Flaim     | 1500 m      | 1:52,12       |               |
| Eric Flaim     | 5000 m      | 6:47,09       | 4.            |
| Eric Flaim     | 10 000 m    | 14:05,57      | 4.            |
| Mark Greenwald | 1500 m      | 1:54,64       | 11.           |
| Mark Greenwald | 5000 m      | 6:51,98       | 9.            |
| Erik Henriksen | 500 m       | 37,50         | 15.           |
| Dan Jansen     | 500 m       | nem ért célba | nem ért célba |
| Dan Jansen     | 1000 m      | nem ért célba | nem ért célba |
| Jeff Klaiber   | 10 000 m    | 14:38,60      | 25.           |
| Marty Pierce   | 500 m       | 37,76         | 22.           |
| Dave Silk      | 1500 m      | 1:55,26       | 15.           |
| Dave Silk      | 5000 m      | 6:49,95       | 6.            |
| Dave Silk      | 10 000 m    | 14:25,56      | 14.           |
| Nick Thometz   | 500 m       | 37,16         | 8.            |
| Nick Thometz   | 1000 m      | 1:14,71       | 18.           |

Női
| Versenyző          | Versenyszám | Eredmény | Helyezés |
| ------------------ | ----------- | -------- | -------- |
| Leslie Bader       | 500 m       | 41,57    | 23.*     |
| Leslie Bader       | 1000 m      | 1:21,09  | 7.       |
| Leslie Bader       | 1500 m      | 2:05,53  | 10.      |
| Leslie Bader       | 3000 m      | 4:30,09  | 20.      |
| Bonnie Blair       | 500 m       | 39,10    |          |
| Bonnie Blair       | 1000 m      | 1:18,31  |          |
| Bonnie Blair       | 1500 m      | 2:04,02  | 4.       |
| Katie Class        | 500 m       | 40,91    | 12.      |
| Katie Class        | 1000 m      | 1:21,10  | 8.       |
| Katie Class        | 1500 m      | 2:07,30  | 13.      |
| Mary Docter        | 3000 m      | 4:29,93  | 19.      |
| Mary Docter        | 5000 m      | 7:37,00  | 11.      |
| Jane Goldman       | 1500 m      | 2:08,72  | 18.      |
| Jane Goldman       | 3000 m      | 4:25,26  | 11.      |
| Jane Goldman       | 5000 m      | 7:36,98  | 10.      |
| Nancy Swider-Peltz | 1000 m      | 1:24,81  | 24.      |
| Nancy Swider-Peltz | 5000 m      | 7:52,12  | 22.      |
| Kristen Talbot     | 500 m       | 41,71    | 25.      |

* - egy másik versenyzővel azonos eredményt ért el

## Jégkorong
| Amerikai férfi jégkorongcsapat-játékoskeret                                                                                    | Amerikai férfi jégkorongcsapat-játékoskeret                                                                              | Amerikai férfi jégkorongcsapat-játékoskeret                                                   |
| --- | --- | --------------------------------------------------------------------------------------------- |
| - Allen Bourbeau - Greg Brown - Scott Fusco - Clark Donatelli - Guy Gosselin - Tony Granato - Jim Johannson - Peter Laviolette | - Steve Leach - Brian Leetch - Corey Millen - Craig Janney - Brad MacDonald - Kevin Miller - Jeff Norton - Todd Okerlund | - Mike Richter - Dave Snuggerud - Kevin Stevens - Chris Terreri - Eric Weinrich - Scott Young |

### Eredmények
B csoport
| Csapat           | M | Gy | D | V | G+ | G– | Gk  | P  |
| ---------------- | - | -- | - | - | -- | -- | --- | -- |
| Szovjetunió      | 5 | 5  | 0 | 0 | 32 | 10 | +22 | 10 |
| NSZK             | 5 | 4  | 0 | 1 | 19 | 12 | +7  | 8  |
| Csehszlovákia    | 5 | 3  | 0 | 2 | 23 | 14 | +9  | 6  |
| Egyesült Államok | 5 | 2  | 0 | 3 | 27 | 27 | 0   | 4  |
| Ausztria         | 5 | 0  | 1 | 4 | 12 | 29 | –17 | 1  |
| Norvégia         | 5 | 0  | 1 | 4 | 11 | 32 | –21 | 1  |

| 1988. február 13. | Egyesült Államok (USA) | 10 – 6 (2–1, 4–0, 4–5) | Ausztria | Calgary |

|  |  |  |  |  |
|  |  |  |  |  |
|  |  |  |  |  |
|  |  |  |  |  |

| 1988. február 15. | Csehszlovákia (TCH) | 7 – 5 (1–3, 2–1, 4–1) | Egyesült Államok | Calgary |

|  |  |  |  |  |
|  |  |  |  |  |
|  |  |  |  |  |
|  |  |  |  |  |

| 1988. február 17. | Szovjetunió (URS) | 7 – 5 (2–0, 4–2, 1–3) | Egyesült Államok | Calgary |

|  |  |  |  |  |
|  |  |  |  |  |
|  |  |  |  |  |
|  |  |  |  |  |

| 1988. február 19. | Egyesült Államok (USA) | 6 – 3 (1–0, 3–2, 2–1) | Norvégia | Calgary |

|  |  |  |  |  |
|  |  |  |  |  |
|  |  |  |  |  |
|  |  |  |  |  |

| 1988. február 21. | NSZK (FRG) | 4 – 1 (2–0, 0–0, 2–1) | Egyesült Államok | Calgary |

|  |  |  |  |  |
|  |  |  |  |  |
|  |  |  |  |  |
|  |  |  |  |  |

A 7. helyért
| 1988. február 25. | Egyesült Államok (USA) | 8 – 4 (2–1, 3–0, 3–3) | Svájc | Calgary |

|  |  |  |  |  |
|  |  |  |  |  |
|  |  |  |  |  |
|  |  |  |  |  |

| Csapat           | Helyezés |
| ---------------- | -------- |
| Egyesült Államok | 7.       |

## Műkorcsolya
| Versenyző                      | Versenyszám  | Kötelező elemek   | Kötelező elemek | Kötelező elemek | Rövid program     | Rövid program | Rövid program | Kűr               | Kűr        | Kűr         | Összesítés         | Összesítés |
| Versenyző                      | Versenyszám  | Több. hely. száma | Hely.           | Hely. pont.     | Több. hely. száma | Hely.         | Hely. pont.   | Több. hely. száma | Hely.      | Hely. pont. | Helyezési pontszám | Helyezés   |
| ------------------------------ | ------------ | ----------------- | --------------- | --------------- | ----------------- | ------------- | ------------- | ----------------- | ---------- | ----------- | ------------------ | ---------- |
| Brian Boitano                  | Férfi egyéni | 6×3+              | 2.              | 1,2             | 9×2+              | 2.            | 0,8           | 5×1+              | 1.         | 1,0         | 3,0                |            |
| Christopher Bowman             | Férfi egyéni | 6×8+              | 8.              | 4,8             | 5×5+              | 5.            | 2,0           | 5×7+              | 7.         | 7,0         | 13,8               | 7.         |
| Paul Wylie                     | Férfi egyéni | 5×13+             | 12.             | 7,2             | 5×7+              | 8.            | 3,2           | 5×8+              | 9.         | 9,0         | 19,4               | 10.        |
| Debi Thomas                    | Női egyéni   | 6×2+              | 2.              | 1,2             | 6×2+              | 2.            | 0,8           | 5×4+              | 4.         | 4,0         | 6,0                |            |
| Jill Trenary                   | Női egyéni   | 5×5+              | 5.              | 3,0             | 5×5+              | 6.            | 2,4           | 9×5+              | 5.         | 5,0         | 10,4               | 4.         |
| Caryn Kadavy                   | Női egyéni   | 6×7+              | 7.              | 4,2             | 5×4+              | 5.            | 2,0           | nem indult        | nem indult | nem indult  | kiesett            | kiesett    |
| Jill Watson Peter Oppegard     | Páros        |                   |                 |                 | 6×3+              | 3.            | 1,2           | 6×3+              | 3.         | 3,0         | 4,2                |            |
| Gillian Wachsman Todd Waggoner | Páros        |                   |                 |                 | 7×5+              | 4.            | 1,6           | 5×6+              | 5.         | 5,0         | 6,6                | 5.         |
| Natalie Seybold Wayne Seybold  | Páros        |                   |                 |                 | 8×10+             | 10.           | 4,0           | 9×10+             | 10.        | 10,0        | 14,0               | 10.        |

| Versenyző                      | Versenyszám | Kötelező elemek   | Kötelező elemek | Kötelező elemek | Rövid program     | Rövid program | Rövid program | Kűr               | Kűr   | Kűr         | Összesítés         | Összesítés |
| Versenyző                      | Versenyszám | Több. hely. száma | Hely.           | Hely. pont.     | Több. hely. száma | Hely.         | Hely. pont.   | Több. hely. száma | Hely. | Hely. pont. | Helyezési pontszám | Helyezés   |
| ------------------------------ | ----------- | ----------------- | --------------- | --------------- | ----------------- | ------------- | ------------- | ----------------- | ----- | ----------- | ------------------ | ---------- |
| Suzanne Semanick Scott Gregory | Jégtánc     | 8×6+              | 6.              | 2,4             | 6×6+              | 6.            | 3,6           | 5×6+              | 6.    | 6,0         | 12,0               | 6.         |
| Susan Wynne Joseph Druar       | Jégtánc     | 6×11+             | 11.             | 4,4             | 7×11+             | 11.           | 6,6           | 5×11+             | 11.   | 11,0        | 22,0               | 11.        |

## Sífutás
Férfi
| Versenyző                                           | Versenyszám     | Eredmény      | Helyezés      |
| --------------------------------------------------- | --------------- | ------------- | ------------- |
| Todd Boonstra                                       | 15 km           | 47:21,8       | 53.           |
| Kevin Brochman                                      | 30 km           | 1:37:07,1     | 56.           |
| Kevin Brochman                                      | 50 km           | 2:19:45,5     | 47.           |
| Jon Engen                                           | 30 km           | 1:35:41,9     | 51.           |
| Jon Engen                                           | 50 km           | nem ért célba | nem ért célba |
| Joe Galanes                                         | 15 km           | 48:05,2       | 58.           |
| Joe Galanes                                         | 30 km           | nem ért célba | nem ért célba |
| Dan Simoneau                                        | 15 km           | 44:53,8       | 29.           |
| Dan Simoneau                                        | 30 km           | 1:35:21,4     | 49.           |
| Dan Simoneau                                        | 50 km           | nem ért célba | nem ért célba |
| Bill Spencer                                        | 15 km           | 45:59,6       | 40.           |
| Bill Spencer                                        | 50 km           | 2:25:22,6     | 56.           |
| Todd Boonstra Dan Simoneau Bill Spencer Joe Galanes | 4 × 10 km váltó | 1:50:27,6     | 13.           |

Női
| Versenyző                                                      | Versenyszám    | Eredmény  | Helyezés |
| -------------------------------------------------------------- | -------------- | --------- | -------- |
| Leslie Bancroft                                                | 5 km           | 16:31,1   | 31.      |
| Leslie Bancroft                                                | 10 km          | 33:25,1   | 36.      |
| Dorcas DenHartog                                               | 10 km          | 34:26,1   | 40.      |
| Dorcas DenHartog                                               | 20 km          | 1:00:48,6 | 23.      |
| Nancy Fiddler                                                  | 5 km           | 17:05,4   | 41.      |
| Nancy Fiddler                                                  | 10 km          | 34:31,1   | 41.      |
| Nancy Fiddler                                                  | 20 km          | 1:03:57,5 | 43.      |
| Leslie Thompson                                                | 5 km           | 16:58,5   | 39.      |
| Leslie Thompson                                                | 10 km          | 35:17,7   | 45.      |
| Leslie Thompson                                                | 20 km          | 1:01:04,1 | 25.      |
| Elizabeth Youngman                                             | 5 km           | 17:32,6   | 47.      |
| Elizabeth Youngman                                             | 20 km          | 1:03:31,3 | 42.      |
| Dorcas DenHartog Leslie Thompson Nancy Fiddler Leslie Bancroft | 4 × 5 km váltó | 1:04:08,8 | 8.       |

## Síugrás
| Versenyző                                               | Versenyszám | 1. ugrás | 1. ugrás | 2. ugrás | 2. ugrás | Összesítés | Összesítés |
| Versenyző                                               | Versenyszám | Pont     | Hely.    | Pont     | Hely.    | Pont       | Helyezés   |
| ------------------------------------------------------- | ----------- | -------- | -------- | -------- | -------- | ---------- | ---------- |
| Chris Hastings                                          | Nagysánc    | 74,0     | 51.      | 71,1     | 44.      | 145,1      | 49.        |
| Mike Holland                                            | Normálsánc  | 92,8     | 27.      | 81,8     | 42.      | 174,6      | 33.        |
| Mike Holland                                            | Nagysánc    | 96,9     | 25.      | 73,7     | 42.      | 170,6      | 32.        |
| Mark Konopacke                                          | Normálsánc  | 100,2    | 14.*     | 88,0     | 28.      | 188,2      | 18.        |
| Mark Konopacke                                          | Nagysánc    | 83,9     | 43.      | 76,3     | 37.*     | 160,2      | 42.        |
| Ted Langlois                                            | Nagysánc    | 75,9     | 50.      | 66,9     | 45.      | 142,8      | 50.        |
| Dennis McGrane                                          | Normálsánc  | 90,4     | 33.      | 79,4     | 47.      | 169,8      | 43.        |
| Rick Mewborn                                            | Normálsánc  | 80,1     | 51.*     | 78,5     | 48.      | 158,6      | 54.        |
| Ted Langlois Mark Konopacke Dennis McGrane Mike Holland | Csapat      | 259,3    | 8.       | 237,5    | 10.      | 496,8      | 10.        |

* - egy másik versenyzővel azonos eredményt ért el

## Szánkó
| Versenyző                         | Versenyszám | 1. futam | 1. futam | 2. futam | 2. futam | 3. futam | 3. futam | 4. futam | 4. futam | Összesítés | Összesítés |
| Versenyző                         | Versenyszám | Idő      | Hely.    | Idő      | Hely.    | Idő      | Hely.    | Idő      | Hely.    | Idő        | Helyezés   |
| --------------------------------- | ----------- | -------- | -------- | -------- | -------- | -------- | -------- | -------- | -------- | ---------- | ---------- |
| Duncan Kennedy                    | Férfi egyes | 47,032   | 16.      | 47,065   | 16.      | 47,093   | 15.      | 47,282   | 16.      | 3:08,472   | 14.        |
| Frank Masley                      | Férfi egyes | 46,813   | 11.      | 46,890   | 9.       | 46,813   | 8.       | 47,427   | 18.      | 3:07,943   | 12.        |
| Jonathan Owen                     | Férfi egyes | 47,670   | 25.      | 47,632   | 23.      | 47,834   | 25.      | 48,328   | 28.      | 3:11,464   | 23.        |
| Cammy Myler                       | Női egyes   | 46,502   | 8.       | 46,888   | 9.       | 46,828   | 12.      | 46,617   | 8.       | 3:06,835   | 9.         |
| Erica Terwillegar                 | Női egyes   | 46,506   | 9.       | 47,300   | 15.      | 46,780   | 10.      | 46,705   | 10.      | 3:07,291   | 11.        |
| Bonny Warner                      | Női egyes   | 46,409   | 6.       | 46,643   | 8.       | 46,633   | 7.       | 46,371   | 5.       | 3:06,056   | 6.         |
| Miroslav Zajonc Timothy Nardiello | Kettes      | 46,482   | 13.      | 46,838   | 11.      |          |          |          |          | 1:33,320   | 11.        |
| Joseph Barile Steven Maher        | Kettes      | 46,262   | 10.      | 48,701   | 17.      |          |          |          |          | 1:34,963   | 16.        |